# Corriere dei Piccoli
El Corriere dei Piccoli, també conegut com Corrierino o CdP, va ser la primera revista de fumetti setmanal publicada a italià, publicat des del 1908 fins al 1995 durant més de 4.500 números dividits en 88 anys. Va introduir el còmic nord-americà a Itàlia i també va publicar autors italians, presentant narradors i poetes destacats; l'editorial del director al primer número de la revista es considera el manifest fundacional del còmic italià. La publicació va ser ideada per la periodista Paola Lombroso Carrara amb intencions pedagògiques, fixant-se com a objectiu la formació i educació dels joves de manera adequada a l'edat, alternant "contes il·lustrats a color" amb articles de divulgació científica, de literatura, història i ficció de bona qualitat. La seva història editorial va abastar tot el segle xx, seguint i relatant les transformacions de la societat italiana tant a través de còmics i historietes en prosa com amb articles periodístics d'autors com Dino Buzzati. L'any 1972, després d'un referèndum als seus lectors, va transformar el seu nom en Corriere dei Ragazzi, ja que el sobrenom de "Piccoli" va avergonyia els seus lectors adolescents.
El "Corrierino", tal com se l'anomenava, va arribar a una circulació de 700.000 exemplars als anys seixanta.

## Història editorial

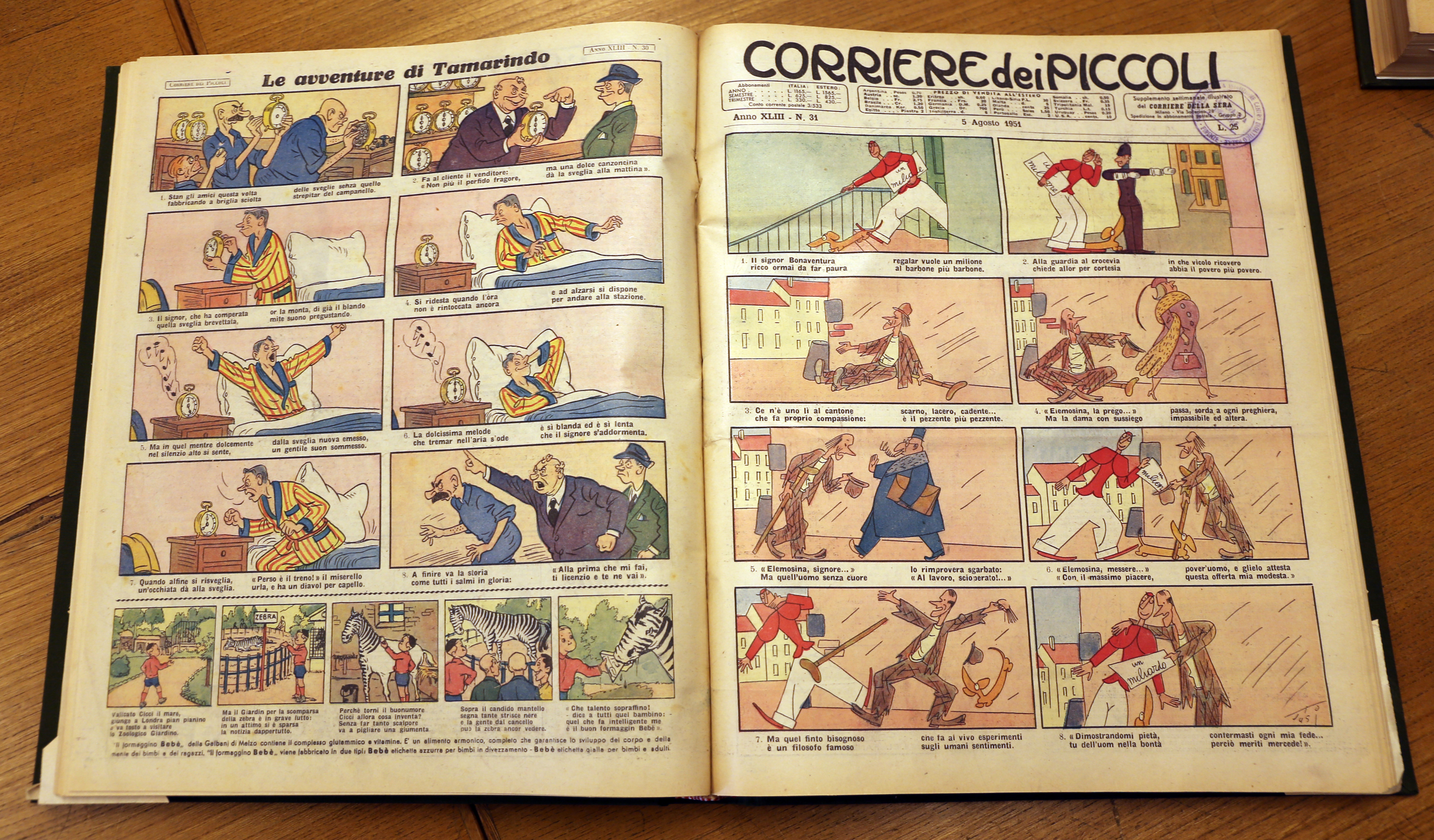
Portada de la primera edició de Corrierino, datada el 27 de desembre de 1908

La idea de crear una publicació infantil plena d'imatges va sorgir de la periodista Paola Lombroso (filla del fundador de la criminologia Cesare Lombroso), que va desenvolupar el projecte editorial a partir de 1906, combinant la activitat periodística i compromís amb una sèrie d'iniciatives culturals destinades a fer realitat els seus ideals reformistes cap a la infància. Lombroso va arribar a la idea d'una revista adreçada al públic infantil analitzant els diaris europeus de l'època, en el qual s'ampliava l'ús massiu d'imatges que acompanyaven els continguts, combinat amb la consideració que per garantir una difusió adequada a preus baixos era necessari. confiar en un gran diari amb la seva professionalitat editorial específica i l'organització editorial relacionada. L'esperit del projecte era difondre la cultura als sectors de la població que fins aleshores n'havien estat exclosos, dirigint-se als infants d'una manera adequada a l'edat, i aculturant-los tot divertint-se, ja que aleshores eren poques les publicacions per a infants, de mala qualitat i sobretot no disposaven d'una organització editorial sòlida i d'una distribució generalitzada, condicions necessàries per garantir uns preus accessibles fins i tot per als menys acomodats.
Per tant, va proposar el projecte primer al diari més venut de l'època, Il Secolo, però quan aquest el va rebutjar ho va intentar amb Corriere della Sera , dirigida llavors de Luigi Albertini que va mostrar interès. A petició d'Albertini, Lombroso va desenvolupar un projecte cultural i educatiu per a la futura revista investigant publicacions periòdiques anglosaxones i franceses per a nens, identificant una primera llista de col·laboradors i identificant la possible estructura editorial de la revista. La nova publicació tindria encara una estructura clàssica, semblant en la seva forma a la d'un diari per a adults, però amb il·lustracions: els còmics, anomenats aleshores «històries il·lustrades en color» (la mateixa paraula «còmic» en aquells temps no existia), que esdevindria el mitjà per cridar l'atenció. El material proposat és d'origen anglosaxó i americà, del qual es van eliminar les bafarades, no només per prejudicis culturals, sinó també per resoldre problemes tècnics relacionats amb la reproducció de les planxes.
Un cop finalitzat i aprovat el projecte, Albertini va encarregar la direcció no a la mateixa Lombroso, com ella esperava, sinó a Silvio Spaventa Filippi, que ocuparia el càrrec fins al 1931, preferint-lo a Lombroso com a home i dins de la redacció així com, probablement, per les idees del periodista properes al socialisme. En canvi, a Lombroso només se li va encarregar l'edició de la columna de la correspondència amb els lectors, per a la qual va triar el pseudònim de Zia Mariù i que esdevindria un espai important per a la identitat del diari. En aquest paper, Lombroso va implicar els lectors en una activitat relacionada amb els seus objectius pedagògics, que amb el temps va provocar conflictes amb la direcció i la posterior interrupció de la seva col·laboració a finals de 1911.

### Des del principi fins a la Segona Guerra Mundial
El diari va debutar als quioscos el 27 de desembre de 1908 com a complement del Corriere della Sera, al preu de 10 cèntims de lira; a l'editorial, titulat "Come fu...", el director va exposar les directrius del pla editorial, instant el jove lector a llegir la revista amb la llum més clara, imitant el pare que llegeix el Corriere della Sera. A diferència de la idea de Lombroso de tenir el diari dirigit sobretot a les classes més pobres, la direcció del Corriere adreçava el diari als fills de la naixent burgesia, lectors fidels del Corriere. Es van imprimir 80.000 còpies del primer número.
La primera pàgina sempre estava dedicada a una història d'un sol pla de color amb quatre tires de dues caricatures cadascuna; es van eliminar les bafarades de les làmines originals, que es consideraven poc educatives, ja que haurien desanimat els nens de llegir els textos i generalment eren substituïdes per dos apariats sota cada imatge que comentaven la història figurativa; els versos eren octonari en cobla de rima. Després de la primera pàgina hi havia principalment contes, poemes i guions teatrals breus. Les tires còmiques importades de l'estranger es van adaptar al públic italià canviant-ne el nom i en aquesta primera època sèries com Fortunello (Happy Hooligan) i La Checca (And Her Name Was Maud) d'Opper, Buster Brown d'Outcault, que ja apareix a la primera pàgina del primer número, Arcibaldo e Petronilla (Bringing Father) per McManus, Bibì e Bibò (Katzenjammer Kids) de Dirks, introduint així la narrativa còmica a Itàlia, tanmateix privada de la seva característica principal, la tira còmica o bombolla. A més, l'enfocament adoptat, dirigit essencialment als nens, situava els còmics en un context essencialment infantil i, per tant, mentre que en el mateix període als Estats Units els diaris competien pels còmics més estimats que contribuïen a augmentant les vendes ja que també eren llegits pels adults, a Itàlia es consideraven aquests mateixos productes, a causa dels prejudicis burgesos cap a la cultura popular, passatemps infantils.
Paral·lelament a les històries importades dels Estats Units, va néixer una notable producció italiana d'històries amb una cançó infantil com a subtítol. Entre els personatges més famosos d'aquesta època es troben Bilbolbul d'Attilio Mussino i Quadratino d'Antonio Rubino, encara apreciats pel seu elegant dibuix modernista i pel surrealisme imaginatiu de les històries, que fan broma amb el llenguatge, d'altres amb les matemàtiques.
Des de l'inici fins al 1914 el format es va mantenir inalterat, format per 16 pàgines que es van duplicar el 1915 gràcies també a l'èxit que es va aconseguir aviat i que es va mantenir en el temps fins i tot durant la Primera Guerra Mundial quan el famós Signor Bonaventura de Sergio Tofano va fer que la revista tingués un èxit formidable. Després de la Primera Guerra Mundial va arribar una nova generació de dissenyadors italians que crearan una sèrie de "Macchietta" destinades a entrar en el "lèxic" de l'època: Carlo Bisi inventa Sor Pampurio , una caricatura del burgès neuròtic, mentre que Bruno Angoletta dibuixa Marmittone, una caricatura del soldat oprimit pels seus superiors. Posteriorment, van arribar altres autors italians i estrangers com Rube Goldberg, Pat Sullivan i Otto Messmer. Des de 1932 el concurs d'altres revistes com Jumbo, editat per Lotario Vecchi, i Topolino de la Nerbini, empeny el Corriere a renovar-se amb nous autors com De Vargas, Giobbe, De Seta, Galba, Marotta, Pier Lorenzo De Vita. Durant la Segona Guerra Mundial el setmanari va aconseguir continuar publicant fins a l'abril de 1945. Als trenta i quaranta va tenir un gran èxit. Pier Cloruro de' Lambicchi i la seva "arcivarnice" de Giovanni Manca i el Anselmo valent de Mario Pompei. Les taules il·lustrades creades per autors italians tenien un cert control en la imaginació d'uns nens que fins aleshores s'havien vist obligats als límits d'una narrativa entregada pretensiosa i hipòcrita i del director Federico Fellini, que formava part d'aquells generacions de joves lectors, van recordar que «els personatges […] no tenien res a veure amb el món que ens envolta. Però eren tan certs com el conserge i l'arxipreste. Tant és així que vam donar els sobrenoms d'aquells personatges a persones reals. Així que l'arxipreste es va convertir en mestre Cicciò, el que tenia una mula molt dolenta, la Checca que li estampava ferradures al cul... O la veïna que la meva mare, sabent que era una mica temerari, era reticent i de vegades una mica ebria, havia anomenat Arcibaldo pel personatge creat per Geo McManus".
L'èxit de la revista va provocar el naixement de publicacions similars com Il Giornaletto (1910) i Gazzetta dei Piccoli (1945).

## De la Segona Guerra Mundial als anys noranta
Després de la guerra, el setmanari va començar a patir la competència de personatges aventurers nord-americans com Flash Gordon, Cino i Franco i Mandrake que, a partir dels anys 30, quan van arribar a Itàlia, es van publicar sense subtítols rimats per substituir els còmics; Malgrat tot, el Corriere va continuar creient en la seva elecció editorial, centrant-se en els clàssics Signor Bonaventura i Bibì e Bibò, així com contes i novel·les a terminis, però els èxits d'abans de la guerra, es van perdre. Un mes després la suspensió, el 27 de maig de 1945, el setmanari va reprendre la publicació canviant el títol a Giornale dei piccolo al final de la Segona Guerra Mundial, gairebé tots els diaris es van veure obligats a canviar el seu nom i el Corriere dei Piccoli es va convertir en Giornale dei Piccoli, amb l'editor en cap Arnaldo Sartori, després va tornar al nom original al cap d'un any. A la dècada dels cinquanta els còmics, o més aviat històries il·lustrades amb subtítols rimats, es van posar en segon pla durant tota la dècada fins que, a la principis dels seixanta amb l'arribada de Guglielmo Zucconi com a director i després Carlo Triberti, va decidir centrar-se en els còmics a partir del 1961, mantenint el format tradicional però amb portades més atractives i sobretot es van abandonar les vinyetes amb subtítols rimats per publicar còmics reals, amb l'objectiu d'arribar a un públic infantil. Triberti, que el va dirigir fins al 1973, donarà vida a una renovació gràfica i de continguts, publicant còmics de grans autors italians com Grazia Nidasio amb Valentina Mela Verde, Hugo Pratt amb Una ballata del mare salato i Benito Jacovitti amb els seus personatges com Cocco Bill, Zorry Kid i Jak Mandolino i altres artistes com Sergio Toppi, Battaglia, Uggeri, Di Gennaro així com exponents del còmic francobelga (Barrufets, Ric Roland,  Luc Orient, Michel Vaillant, Dan Cooper, Bruno Brazil' , Bernard Prince , Poldino Spaccaferro, Gaston Lagaffe).
Als anys vuitanta van aparèixer contes populars que després continuaran en altres revistes com La Pimpa de Altan i Diario di Stefi de Grazia Nidasio. El diari també va superar moments crítics com l'escàndol P2 en què es van veure implicats els seus editors fins a la venda del diari a l'Egmont escandinau el 1994. A partir del març de 1995 la numeració va canviar i el num. 9 es va publicar com el num. 4443; es va publicar als quioscos sense interrupció fins al 15 d'agost de 1995 i després va publicar un número final distribuït només als quioscos de Llombardia el gener de 1996 per no perdre els drets del diari.

### Col·leccions antològiques
Al lloc web Corriere della Sera hi ha el "corriere dei piccolo on line", una versió reduïda en comparació amb l'original en paper, però formada per diferents seccions. El gener de 2016, a la presentació del nou arxiu digital que es pot consultar en línia del Corriere, es va anunciar digitalització dels antics números del Corriere dei Piccoli, la Domenica del Corriere i La Reading.
El novembre de 2008 Rizzoli va publicar "The century of the Corriere dei Piccoli" editat per Fabio Gadducci i Matteo Stefanelli, una antologia dedicada a la reedició completa de 8 números del Corriere dei Piccoli, un número del Giornale dei Piccoli i el primer número de Corriere dei Ragazzi. A l'annex presenta una selecció de contes breus de Nadal, dibuixats per Antonio Rubino i Carlo Bisi; l'any 2011, a l'annex de la nova edició augmentada, hi ha una secció dedicada a "els grans personatges del CdP", amb taules de les primeres aparicions de personatges famosos com Mr. Bonaventura, Bilbolbul, Marmittone i altres.
Entre 2009 i 2013, els quatre volums dedicats a Valentina Mela Verde, de Grazia Nidasio, contenen la reedició completa dels contes serialitzats publicats primer pel CdP i després pel Corriere dei Ragazzi de 1969 a 1976.
El 2009 Rizzoli/BUR va publicar una gran col·lecció de contes de Stefi de Grazia Nidasio, en el volum "Stefi, ci rivede, eh?". També el 2009, l'antologia "Antonio Rubino. Gli anni del Corriere dei Piccoli", que ha reeditat algunes de les sèries completes més conegudes de l'autor, com ara Quadratino, Pino e Pina, Lio e Dado. Aquest darrer llibre també va ser traduït a França, per l'editorial Actes Sud, presentant per primera vegada els còmics de Rubino als lectors francesos.

## Premis
- Poste Italiane va publicar el 8 de novembre de 2008 un segell que commemorava 60 cèntims d'euro pel centè aniversari del debut del diari als quioscos el 27 de desembre de 1908;[12][23] Anafi, l'associació d'amics del còmic, ha muntat una exposició de dibuixos originals dins de la 41a Mostra de Còmics de Reggio Emilia amb el segell temàtic commemoratiu (8 i 9 de novembre de 2008).[24]
- Exposició dedicada a la revista i als 100 anys de còmics a Itàlia a Cartoomics 2008, que va tenir lloc a Fieramilanocity del 28 al 30 de març de 2008.
- Exposició "Caricaaa! Els exèrcits de paper del Corriere dei piccolo", al Museo del fumetto e dell'immagine de Lucca del 12 de juliol al 21 de setembre de 2008; exposició de plaques de soldats de joguina per retallar confiada a grans noms del disseny italià com la Campanya d'Itàlia 1859-1959 i les plaques d'Occident de Giorgio Trevisan, els exèrcits dels Estats italians pre unitaris de Dino Battaglia, les figures del Concili Ecumènic dissenyades per Sergio Toppi i les tropes africanes dissenyades per Hugo Pratt.
- Exposició "Bonaventura. Els casos i les fortunes d'un bon heroi" instal·lada a la Pinacoteca Bellini de Sarnico (Província de Bèrgam) del 6 al 28 de setembre de 2008.
- Exposició per recórrer els 100 anys del diari a través de taules i dibuixos originals, organitzada per la Fundació Corriere della Sera a partir del 22 de gener de 2009 a la Rotonda della Besana.[25][26]
- Exposició "Corriere dei Piccoli - 110 anys de còmic a Itàlia" a Milà (del 13 d'octubre de 2018 al 13 de gener de 2019).[27][28]